# إيفان بيسونوف
إيفان أليكسيفيتش بيسونوف (بالروسية: Ава́н Алексе́евич Бессо́нов ؛ من مواليد 24 يوليو 2002، سانت بطرسبرغ، روسيا) عازف بيانو وملحن روسي ، وفاز بجائزة يوروفيجن للعازفين الشباب 2018.